# Sonic Battle
Sonic Battle es un videojuego de lucha a modo batalla campal de la serie de Sonic the Hedgehog, desarrollado por Sonic Team y distribuido por THQ para el Game Boy Advance. Este es el segundo juego de lucha de Sonic; el primero es el juego arcade en 3D Sonic the Fighters. 

## Historia
Hace unos 4000 años, un arma consciente fue creada por una antigua civilización. Luego de haber estado perdida por milenios, el arma, llamada Gizoid, fue desenterrada e investigada por el profesor Gerald Robotnik. Permaneció inactiva por otro medio siglo antes de ser descubierta por nada menos que el nieto de Gerald Robotnik dedicado a conquistar el mundo, el Doctor Ivo Robotnik. Frustrado por no poder hacer funcionar el arma, Eggman la tira en Emerald Beach... donde es descubierta nuevamente, esta vez por el héroe del planeta, Sonic the Hedgehog.
El Gizoid, al que Sonic apoda Emerl, se involucra en los asuntos de los amigos de Sonic, de sus aliados y rivales. Mediante sus encuentros con Sonic establece un "enlace" que hace que Emerl sea su compañero; Sonic, al no saber cómo se dio tal "enlace" con Emerl, decide ir a preguntarle a Tails sobre el funcionamiento de este. Después de investigar a Emerl, Tails descubre dos cosas interesantes: Una es que Emerl funciona con Esmeraldas del Caos con lo cual puede ir incrementando sus poderes, y la otra es que tiene la habilidad de poder aprender diferentes ataques de sus rivales cuando está peleando contra estos. 
A medida que se avanza en el juego, se relata la historia de Emerl en episodios, los cuales están relacionados con otros personajes como Knuckles, Amy, Cream, Rouge, y Shadow. Mediante sus encuentros con estos personajes, Emerl va creciendo y desarrollándose, pasando de ser un robot desalmado a un mecha alegre con características de cada uno de sus amigos. Pero mientras la pandilla se divierte criando a su nuevo juguete mecánico, hay otros que ven el verdadero poder de Emerl. Ahora que el Gizoid está funcionando, Eggman quiere recuperarlo, Rouge quiere convertirlo en un maestro ladrón, y Shadow siente que, a pesar de sus esfuerzos por humanizarlo, Emerl aún está diseñado y programado para ser un arma de destrucción masiva...

## Jugabilidad
Es un videojuego de lucha tridimensional, donde el personaje se puede mover por encima de todo un escenario con elevaciones y desniveles. El objetivo es derrotar en batalla a los demás jugadores que sean enemigos o sobrevivir a ellos. Además de eso, durante el juego se van ganando tarjetas de ataque que posteriormente pueden ser implementadas para que Emerl las pueda ocupar.
Para que Emerl pueda utilizarlas, debe tener una cantidad de puntos de habilidad, que se consiguen al ganar una lucha o al practicar en los distintos escenarios del juego.
En los datos de Emerl se tienen configurados distintos ataques seleccionados de una forma. Estos se pueden configurar cambiándolos por otro del mismo tipo, que puede ser un ataque de alguno de los personajes disponibles. Así se puede hacer que por ejemplo, haga ataques de Amy.
Los siguientes personajes se pueden utilizar:
- Sonic the Hedgehog
- Miles "Tails" Prower
- Rouge the Bat
- Knuckles the Echidna
- Amy Rose
- Cream the Rabbit
- Shadow the Hedgehog
- Emerl
- E-102 Gamma
- Chaos
- Doctor Eggman (sólo con un truco de GameShark, y aun así, no es del todo controlable)

- Datos: Q610923